# Zorzines graminivora
Zorzines graminivora là một loài bướm đêm trong họ Noctuidae.